# Exallonyx subserratus
Exallonyx subserratus är en stekelart som beskrevs av Jean-Jacques Kieffer 1908. Exallonyx subserratus ingår i släktet Exallonyx, och familjen svartsteklar. Arten är reproducerande i Sverige.